# Wojciechowo (powiat obornicki)
Wojciechowo – (niem. Ruhleben) osada w Polsce położona w województwie wielkopolskim, w powiecie obornickim, w gminie Rogoźno.
W latach 1975–1998 miejscowość należała administracyjnie do województwa pilskiego.